# Августа Шлезвиг-Гольштейн-Зондербург-Глюксбургская
Августа Шлезвиг-Гольштейн-Зондербург-Глюксбургская (нем. Auguste von Schleswig-Holstein-Sonderburg-Glücksburg, 27 февраля 1844, Киль — 16 сентября 1932, Ротенбург) — принцесса из династии Глюксбургов. В замужестве принцесса Гессен-Филипсталь-Бархфельдская.

## Биография
Августа родилась 27 февраля 1844 года в Киле. Она была старшим ребёнком принца Фридриха Шлезвиг-Гольштейн-Зондербург-Глюксбургского и его жены Аделаиды Шаумбург-Липпской, появившись на свет во время их первого брака.
Когда девочке было четыре года, её родители развелись. Однако, в 1854 году они снова поженились. После этого, у Августы появилось четверо младших братьев и сестер.
В 1878 году, после смерти дяди Августы, её отец стал герцогом Шлезвиг-Гольштейн-Зондербург-Глюксбургским. До свадьбы, она жила о своими родителями, в Гольштейне.
Августа вышла замуж довольно поздно по тем временам, в 40 лет. 6 сентября 1884 года, она вышла замуж Вильгельма Гессен-Филипсталь-Бархфельдского (1831—1890). Вильгельм был младшим братом Алексиса, ландграфа Гессен-Филипсталь-Бархфельдского (1829—1905). У Вильгельма были дети, от предыдущих 3 браков, поэтому Августа стала им мачехой. У супругов родился единственный ребёнок:
- Кристиан Гессен-Филипсталь-Бархфельдский (16 июня 1887 — 19 октября 1971), был дважды женат. Имел четырёх детей от первого брака.

17 января 1890 года, Августа овдовела. Она пережила его на 42 года. Августа умерла 16 сентября 1932 года в Ротенбурге.